# Jean Pâque
Jean Baptiste Pâque (Brussel, 25 mei 1829 – aldaar, 19 oktober 1891) was een Belgisch trombonist, componist en muziekpedagoog.
Hij was zoon van Augustinus Jean Joseph/Augustinus Joannes Josephus Paque en Françoise/Francisca Pieck. Broer Guillaume Pâque was violist in Engeland. Hijzelf trouwde met Julie Adèle Biot.
Hij studeerde aan het Conservatorium van Brussel en won er een eerste prijs op de bazuin. Hij ging vervolgens lesgeven aan de Muziekacademie Leuven en ook aan het conservatorium in Brussel.
Hij is de auteur van een aantal boekwerken over de bazuin (trombone), waaronder 45 Etudes pour trombone. Van zijn hand verscheen ook een aantal werken/bewerkingen voor dat muziekinstrument, zoals Cavatine de Tancrede uit de gelijknamige opera van Gioachino Rossini naar baritonsaxofoon, bugel, bariton of trombone. Andere werken zijn Variations brillantes (opus 14), een Concertino voor trombone en een Trombonetrio. Hij gaf ook wel leiding aan militaire muziekensembles (1880, Burgerwacht te paard).